# NGC 4332
NGC 4332 este o galaxie spirală situată în constelația Dragonul. A fost descoperită în 20 martie 1790 de către William Herschel. Se află la o distanță de 43,24 de megaparseci de Pământ.